# Jean-Eugène Bersier
Pour les articles homonymes, voir Bersier.
Jean-Eugène Bersier né le 8 juin 1895 à Paris et mort le 23 octobre 1978 à Saint-Barthélemy-d'Anjou est un peintre et graveur français.

## Biographie
Jean-Eugène Bersier naît le 8 juin 1895 à Paris.
Il devient l'élève de Jean-Paul Laurens, Maurice Denis, René Ménard et René-Xavier Prinet.
En 1926 se crée la Société belfortaine des beaux-arts qui organise chaque année jusqu'à la Seconde Guerre mondiale des expositions importantes aux musées de Belfort, auxquelles Jean-Eugène Nersier participe en compagnie de Georges Fréset, René-Xavier Prinet, Jacques-Émile Blanche, Raymond Legueult, Anders Osterlind, Henry de Waroquier, Jules-Émile Zingg.
En 1937, il est nommé sociétaire de la Société des peintres-graveurs français, puis professeur d'histoire des techniques de la gravure à l'École Estienne à Paris, puis chef d'atelier de gravure à l'eau-forte à l'École des beaux-arts de Paris.
En 1941, il élabore la maquette d'un timbre poste courant à l'effigie du maréchal Philippe Pétain.
Pendant la Seconde Guerre mondiale, il appartient au Front national des Arts , un organe de la Résistance dans le milieu des beaux-arts. Il obtient le prix Abd-el-Tif en 1942 avec André Bourdil. Il est notamment reconnu pour sa période algérienne où il peint des paysages des oasis du Sud algérien, mais aussi de l'Algérois.
Il publie une étude sur L'Histoire de la gravure aux Éditions Berger-Levrault en 1947, faisant suite, en 1943, à son étude de La Lithographie originale en France. Il devint docteur avec une thèse intitulée L'influence de l'Italie dans la peinture hollandaise. Il revient à l'École nationale des beaux-arts d'Alger en 1950, il y retournera en 1956 comme titulaire de la bourse des anciens Abd-el-Tif. En 1951, il fait la connaissance de Roger Forissier à qui il recommande la Hollande.
Il est le frère de Jeanne Bersier, épouse d'Edmond Friedel, directeur de l'École nationale supérieure des mines de Paris. Jean Eugène et Jeanne Bersier, et leur sœur Isabelle, sont les petits-enfants du pasteur Eugène Bersier.
Jean-Eugène Bersier meurt le 23 octobre 1978 à Saint-Barthélemy-d'Anjou.

## Œuvres dans les collections publiques
- Algérie
  - Alger, musée national des Beaux-Arts :
    - Fort et Casbah ;
    - Vues de la Villa Abd El Tif ;
    - Fontaine du Hamma ;
    - Place du Gouvernement, 1947 ;
    - Environs d'Alger ;

  - Oran, musée national Zabana.

- Canada
  - Québec, Musée national des beaux-arts du Québec[5].

- États-Unis
  - Boston, musée des Beaux-Arts.

- France
  - Belfort :
    - préfecture.
    - musée d'Art et d'Histoire.

  - Épinal, musée départemental d'art ancien et contemporain.
  - Grenoble, musée de Grenoble.
  - Mulhouse, musée des Beaux-Arts.
  - Paris, département  des Estampes et de la Photographie de la Bibliothèque nationale de France.
  - Paris, musée d'Art moderne de Paris.
  - Paris, musée Carnavalet : Portrait de Paul Valéry.
  - Strasbourg, musée d'Art moderne et contemporain.
  - Vesoul, musée Jean-Léon Gérôme.

- Pays-Bas
  - La Haye, musée municipal.

- Royaume-Uni
  - Londres, British Museum.

## Salons et expositions
- Paris, 1913, Salon de la Société nationale des beaux-arts.
- Paris, 1921, Salon des Tuileries.
- Paris, 1926, Salon d'automne.
- Paris, 1935, Salon des indépendants.
- Alger, 1943, exposition des anciens pensionnaires de la villa Abd-el-Tif.
- Versailles, 1992, exposition du Cercle algérianiste.

## Timbre poste
- Timbre de 1942, dit 1F 50 Brun Type Pétain.

## Publications
- La lithographie originale en France, Paris, 1920.
- Douze dessins sacrés, Paris, 1931.
- La gravure, les procédés, l'histoire, Paris, Éditions Berger-Levrault, 1947.
- L'influence de l'Italie dans la peinture hollandaise, 1951.
- La gravure en Europe d'Albert Durer à Toulouse-Lautrec, MNBA, 1952.
- La gloire douloureuse de Rembrandt, 1956.
- Goya inventeur de la gravure moderne, 1957.
- Paul Welsch, 1957.
- Odilon Redon et Nous, Études d'Art, Musée national d'Alger, 1957.
- Daumier lithographe, Paris, 1962.
- Rembrandt, le premier des peintres graveurs, 1965.
- Dürer, le graveur de la mélancolie, Paris, 1967.
- Petite histoire de la lithographie en France, Paris, 1970.
- Aux quatre vents de l'estampe, Dürer, Rembrandt, Goya, Daumier, Paris, Éditions Berger-Levrault, 1971.
- Jean Duvet, le maitre de la licorne 1485-1570, Paris, Éditions Berger-Levrault, 1977.

### Collaboration
- avec Jean-Daniel Rey, Pour ou contre l'impressionnisme, 1969.
- avec Robert Bonfils, Robert Bonfils, peintre, graveur, illustrateur, décorateur, 1946.

## Élèves
- Robert Nicoïdski.
- Mohamed Louaïl[6]